# 陈毓川
陈毓川（1934年—），生于浙江平湖，祖籍宁波，中国矿产地质工程专家，中国工程院院士。

## 生平
祖籍浙江宁波，1934年12月7日生于浙江平湖乍浦镇。1952年，考入南京大学地理系。1953年，被选派留学苏联。毕业后赴苏联留学。1959年，毕业于苏联（今位于乌克兰）顿涅茨理工大学地质勘查系。
回国后，任职于中华人民共和国地质部地质研究所、矿床地质研究所。先后担任所研究组组长、研究队队长、研究室主任。
1981年，出任中国矿床地质研究所所长。1983年至1990年，先后担任中华人民共和国地质矿产部（简称“中国地矿部”，今取消）地矿司副司长、司长。1986年至1997年12月，担任中国地质科学院院长。1992年，出任中国地矿部总工程师。1995年至1998年，兼任中国地质调查局局长。
“六五”（第六个五年计划）期间，负责中国全国固体矿产勘查。“七五”期间，负责中国金矿勘查。

## 政治委任
陈毓川曾当选：
- 当选第十三和十四届中国共产党全国代表大会代表
- 当选第九届中国全国政协委员

## 学术任职
陈毓川曾担任的国际国内学术职位有：
- 曾任国际矿床成因协会副主席
- 曾任大洋协会副理事长
- 曾任中国地质学会副理事长
- 曾任中国地质科学院科学技术委员会主任
- 曾任中国地质学会常务副理事长、矿床专业委员会主任

## 荣誉
陈毓川曾获得的主要荣誉有：
- 曾先后获得中国国家科技进步奖特等奖一项，二等奖四项，三等奖二项
- 曾获得中国国家自然科学奖三等奖一项
- 曾获得中国地矿部科技成果奖一等奖一项
- 曾获得中国新疆自治区科技成果奖一等奖一项
- 曾获得中国国土资源科学技术奖一等奖一项
- 1986年，获得中国国家级有突出贡献的中青年科技专家称号[4]
- 1997年，获得中国李四光地质科学工作者奖[4]
- 2004年，获得中国工程科技光华奖[4]
- 浙江省宁波市院士林陈毓川像
- 1997年，当选中国工程院院士